# 吉林九台農村商業銀行
吉林九台農村商業銀行（港交所：6122）成立於2008年12月，前身為九台市農村商信用合作联社，是中國東北地區第一家農村商業銀行。截至2016年6月30日，在10个省（直辖市）设353个营业网点，总资产1599.66亿元，年净利润约20亿元，不良贷款率1.57%，拨备覆盖率198.18%。
2016年12月，吉林九台農村商業銀行在香港公開招股，招股價介乎4.54至4.76港元，全球发售6.6亿股，集資最多31.4億港元。2017年1月12于港交所主板开始挂牌交易。是重庆农商行之后中国大陆第二家在港上市的农商行。
2023年11月28日，郭策接替高兵，担任吉林九台农村商业银行股份有限公司董事长。
2025年3月12日，九台农商行公告称：“应本行要求，本行的H股自当日上午九时正起于香港联合交易所短暂停止买卖，以等待发布有关本行内幕消息的公告。”而到7月3日发布的另一则公告显示，该行截至2024年12月31日止年度的净亏损为人民币17亿元至19亿元之间。
2025年7月3日，九台农商行与吉林省金融控股集团（吉林金控）发布联合公告，吉林金控将以0.70港元/股的价格收购九台农商银行所有已发行H股，并以0.63元/股的价格收购九台农商银行所有已发行内资股。公告称，待H股要约成为无条件后，九台农商行将根据上市规则申请退市。
2025年7月18日，国家金融监督管理总局公布批复显示，同意在吉林农信及其成员机构基础上筹建吉林农村商业银行，本行预计也将并入内。

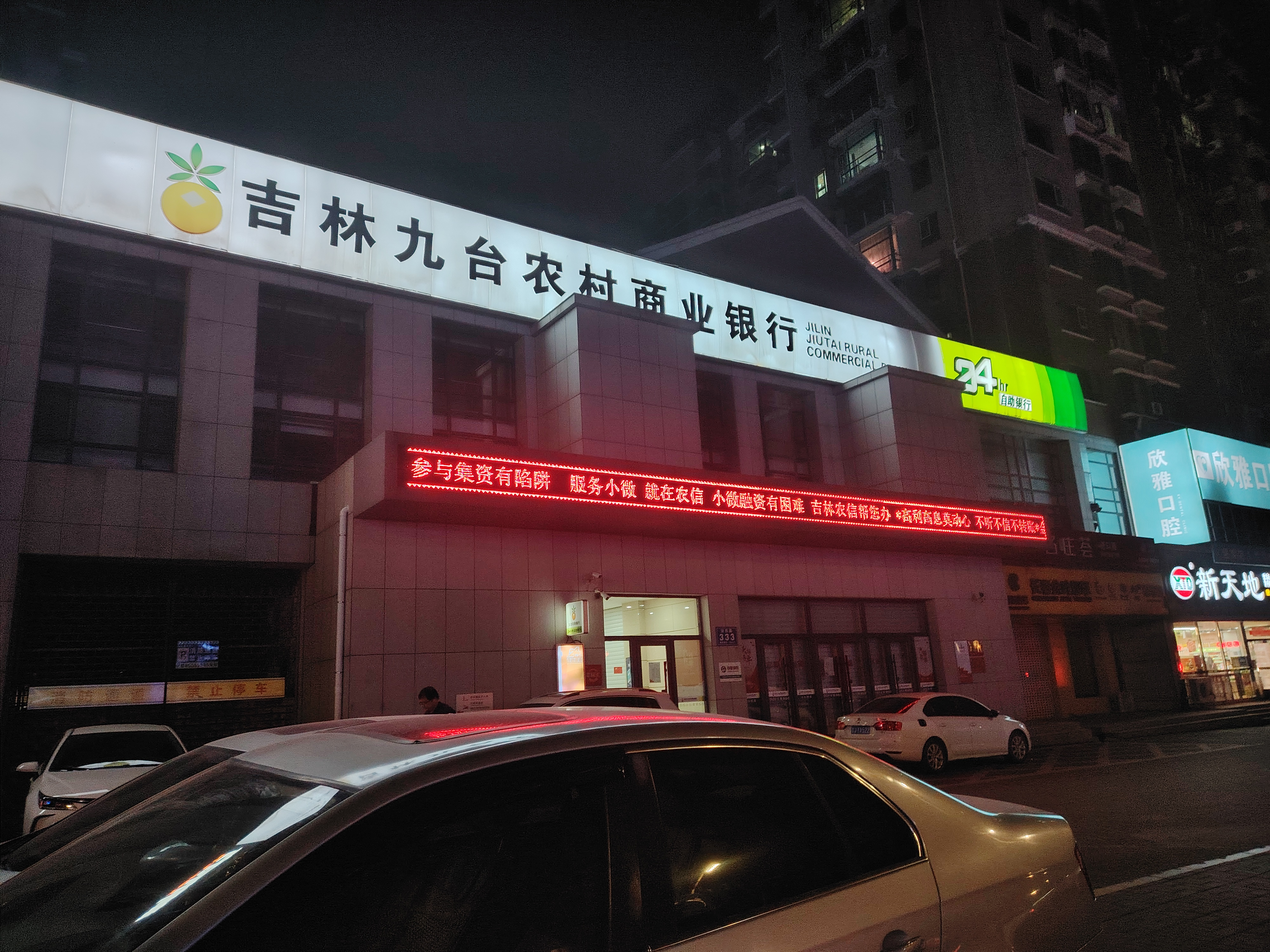
长春湖西路支行